# Thomas Wallace Russell
Thomas Wallace Russell, född 28 februari 1841 i Cupar, Fife, Skottland, död 2 maj 1920, var en irländsk politiker.
Russell bosatte sig 1859 på Irland, där han först innehade ett nykterhetsvärdshus och 1864-82 var sekreterare i flera nykterhetsorganisationer. Russell var länge motståndare till home rule-politiken och kämpade istället för irländska jordreformer, ett förbättrat jordbruk och genomgripande nykterhetslagstiftning. 1886 blev han ledamot av underhuset, tillhörde där liberalunionisterna och var 1895-1900 understatssekreterare för kommunalförvaltningen.
Som minister hade han stor andel i tillkomsten av 1896 års irländska jordlag. Russell bröt småningom alltmer med unionisterna och utsågs 1907 av den liberala ministären Campbell-Bannerman till vice president i irländska departementet för jordbruk och teknisk undervisning. 1910 föll han igenom vid underhusvalen, men tillhörde 1911 ånyo underhuset.